# هلفدان ئی
هلفدان ئی (دانمارکی: Halfdan E؛ زادهٔ ۲۱ نوامبر ۱۹۶۵) آهنگساز، موسیقی‌دان و تهیه‌کننده موسیقی اهل دانمارک است.
از فیلم‌ها یا مجموعه‌های تلویزیونی که وی در آن‌ها نقش داشته است، می‌توان به وثیقه، قتل شبه‌عمد، ارث و دنیای منا اشاره نمود.